# Diospyros euphlehia
Diospyros euphlehia är en tvåhjärtbladig växtart som beskrevs av Elmer Drew Merrill. Diospyros euphlehia ingår i släktet Diospyros och familjen Ebenaceae. Inga underarter finns listade i Catalogue of Life.